# Samfundet De Nio
Samfundet De Nio er et svensk litterært akademi med ni medlemmer, som stiftedes den 14. februar 1913 i Stockholm i overensstemmelse med Lotten von Kræmers testamente af 2. juni 1910.
Samfundets formål er at fremme skønlitteratur, freds- og kvindespørgsmål. Medlemmerne af De nio vælges på livstid, men kan til forskel fra det Svenske Akademis medlemmer vælge at fratræde. Fire stole er reserveret for kvinder og fire for mænd. Samfundet ledes af en formand, siden 1988 har Inge Jonsson haft posten. Nr. 1 er formandsstolen og indehaves på skift af en mand og en kvinde.

## Samfundets publikationer
Samfundet udgav 1916–1925 og 1930 årsbogen Vår Tid og udgiver siden 1938 Svensk litteraturtidskrift. Siden 2003 udgiver man også Samfundet De Nios Litterære kalender.

## Nuværende medlemmer af samfundet anno 2024
- Stol nummer 1 – Anna Williams
- Stol nummer 2 – Nina Burton
- Stol nummer 3 – Jonas Ellerström
- Stol nummer 4 – Marie Lundquist
- Stol nummer 5 – Gunnar Harding
- Stol nummer 6 – Sara Stridsbergl
- Stol nummer 7 – Niklas Rådström
- Stol nummer 8 – Madeleine Gustafsson
- Stol nummer 9 – Johan Svedjedal

## Oprindelige medlemmer
- Stol nummer 1 – Viktor Almquist
- Stol nummer 2 – Selma Lagerlöf
- Stol nummer 3 – Karl Wåhlin
- Stol nummer 4 – Ellen Key
- Stol nummer 5 – Erik Hedén
- Stol nummer 6 – Kerstin Hård af Segerstad
- Stol nummer 7 – Göran Björkman, sekreterare
- Stol nummer 8 – Anna Maria Roos
- Stol nummer 9 – John Landquist

## Priser
Samfundet De Nio uddeler følgende litteraturpriser:
- De Nios Store Pris (skønlitteratur - Sveriges største litteraturpris på 250.000 sv. kroner)
- Lotten von Kræmers pris (essayistik)
- De Nios oversætterpris (oversættelser)
- Stina Aronsons pris
- John Landquists pris (essayistik, idehistorie og litterær kritik)
- Karl Vennbergs pris (unge digtere)
- De Nios Vinterpris
- Samfundet De Nios Astrid Lindgren-pris (børnelitteratur)
- Anders og Veronica Öhmans pris
- De Nios lyrikpris (lyrik)
- Samfundet De Nios Særlige pris

### Vinderliste
Liste over alle vindere Arkiveret 31. oktober 2008 hos  Wayback Machine

### Vindere af Samfundet De Nios Stora Pris
- 2023: Barbro Lindgren
- 2022: Kerstin Ekman
- 2021: Eva Runefelt
- 2020: Jan Stolpe
- 2019: Ola Larsmo
- 2018: Gunnar D. Hansson
- 2017: Agneta Pleijel
- 2016: Carola Hansson
- 2015: Sara Stridsberg
- 2014: Kjell Westö
- 2013: Aris Fioretos
- 2012: Arne Johnsson
- 2011: Kristina Lugn
- 2010: Ingvar Björkeson
- 2009: Steve Sem-Sandberg
- 2008: Birgitta Lillpers
- 2007: Tua Forsström
- 2006: Jacques Werup
- 2005: Klas Östergren
- 2004: Torgny Lindgren
- 2003: Ann Jäderlund
- 2002: Bruno K. Öijer
- 2001: Tomas Tranströmer
- 2000: Kjell Espmark
- 1999: Sigrid Combüchen
- 1998: P.C. Jersild
- 1997: Per Wästberg
- 1996: Lars Andersson
- 1995: Bo Carpelan
- 1994: Per Olov Enquist
- 1993: Lennart Sjögren
- 1992: Göran Tunström
- 1991: Erik Beckman
- 1990: Tobias Berggren, Lars Gustafsson
- 1989: Katarina Frostenson
- 1988: Göran Sonnevi
- 1987: Lennart Hellsing
- 1986: Gunnar E Sandgren
- 1985: Göran Palm
- 1984: Björn von Rosen
- 1983: Bengt-Emil Johnson
- 1982: ikke uddelt
- 1981: Rita Tornborg
- 1980: Lars Norén
- 1979: Hans Granlid, Tomas Tranströmer
- 1978: Ingemar Leckius
- 1977: Sara Lidman
- 1976: Sten Hagliden, Olov Hartman
- 1975: Barbro Alving, Eva Moberg
- 1974: Sonja Åkesson
- 1973: Tito Colliander
- 1972: Sune Jonsson
- 1971: John Landquist
- 1970: Stig Claesson, Majken Johansson
- 1969: Albert Viksten, Lars Forssell
- 1968: Ivan Oljelund, Elsa Grave
- 1967: Werner Aspenström, Carl Fries, Per E Rundquist
- 1966: Lars Gyllensten
- 1965: Willy Kyrklund
- 1964: Rabbe Enckell, Peder Sjögren
- 1963: Artur Lundkvist, Birgitta Trotzig
- 1962: Hans Ruin
- 1961: Erik Lindegren, Gustaf Hedenvind Eriksson
- 1960: Lars Ahlin
- 1959: Anders Österling, Evert Taube
- 1958: Emil Zilliacus
- 1957: Karl Vennberg
- 1956: Bo Bergman, Walter Ljungquist, Stina Aronson
- 1955: Sivar Arnér
- 1954: Gabriel Jönsson
- 1953: Tage Aurell
- 1952: Irja Browallius
- 1951: Gunnar Ekelöf, Lucien Maury
- 1950: Nils Ferlin
- 1949: Fritiof Nilsson Piraten, Johannes Edfeldt
- 1948: Sigfrid Lindström
- 1947: Jan Fridegård
- 1946: ikke uddelt
- 1945: Frans G. Bengtsson
- 1944: Moa Martinson
- 1943: Sven Lidman
- 1942: ikke uddelt
- 1941: Olle Hedberg
- 1940: Elmer Diktonius, Bertel Gripenberg, Jarl Hemmer, Arvid Mörne, Emil Zilliacus
- 1939: Vilhelm Moberg
- 1938: Harry Martinson
- 1937: Gustaf Hellström
- 1936: Bertil Malmberg, Eyvind Johnson
- 1935: Yrjö Hirn, Jarl Hemmer
- 1934: Hjalmar Söderberg
- 1933: K. G. Ossian Nilsson
- 1932: Emilia Fogelklou
- 1931: Arvid Mörne, Ernst Didring
- 1930: Erik Blomberg, Bertel Gripenberg
- 1929: Per Hallström, Axel Lundegård
- 1928: Ludvig Nordström, Pär Lagerkvist
- 1927: Sigfrid Siwertz
- 1926: Hjalmar Bergman
- 1925: Fredrik Vetterlund
- 1924: Vilhelm Ekelund, Gustaf Ullman
- 1923: Elin Wägner
- 1922: Tor Hedberg
- 1921: Olof Högberg
- 1920: Hans Larsson
- 1919: K. G. Ossian Nilsson
- 1917: K. G. Ossian Nilsson, Marika Stiernstedt
- 1916: Erik Axel Karlfeldt, Bertel Gripenberg, Vilhelm Ekelund, Axel Lundegård, Hilma Angered Strandberg, Oscar Stjärne, Verner von Heidenstam

## Ekstern henvisning
- Officielt netsted for Samfundet De Nio